# Engelbert Kraus (Politiker)
Engelbert Kraus (* 16. Juli 1901 in Holzhausen, heute Dittelbrunn; † 14. Mai 1974 in Rimpar) war ein deutscher Politiker der BVP und der CSU, Bürgermeister der Gemeinde Rimpar und von 1946 bis 1962 Mitglied des Bayerischen Landtags.

## Leben und Beruf
Kraus absolvierte seine Berufsausbildung in Schweinfurt und arbeitete als Gutspraktikant und Verwalter auf mehreren Gütern. Später besuchte er die Landwirtschaftsschule in Schweinfurt und war danach wieder als Gutsverwalter tätig. 1926 trat er in die Regensburger Zentralgenossenschaft als Mitarbeiter ein. 1934 wurde er dort gekündigt, da er als BVP-Anhänger kein Mitglied der NSDAP war. Daraufhin wechselte er zur Firma Leininger nach Würzburg, wo er eine Stelle als Lagerhausverwalter übernahm. 1945 wurde er von der Bayerischen Warenvermittlung (heute BayWa) wieder aufgenommen.

## Politik
Kraus trat nach dem Krieg in die CSU ein, nachdem er zuvor bereits Mitglied der BVP war. Er gehörte dem Gemeinderat von Rimpar und dem Kreistag des Landkreises Würzburg an, in letzterem fungierte er als Fraktionsgeschäftsführer der CSU.
1946 wurde Kraus in die Verfassunggebende Landesversammlung berufen. Bei der darauffolgenden Landtagswahl erhielt er erstmals ein Mandat im Landtag. Bei den Wahlen 1950, 1954 und 1958 wurde er im Stimmkreis Würzburg-Land, Marktheidenfeld direkt gewählt, sodass er dem Landtag bis 1962 angehörte. Im Parlament gehörte er einer Reihe von Ausschüssen an, darunter dem Ausschuss für den Staatshaushalt.
1961 musste sich Kraus wegen Wahlfälschung und Falschbeurkundung vor dem Schöffengericht Würzburg verantworten.

## Öffentliche Ämter
Von 1948 bis 1960 war Kraus 1. Bürgermeister der Gemeinde Rimpar.

## Ehrungen
- 3. Juli 1959: Bayerischer Verdienstorden
- 1962: Landkreisplakette in Silber
- Engelbert-Kraus-Straße in Rimpar